# Sikkimès
El sikkimès, també anomenat "tibetà sikkimès", "Bhutia", "Drenjongké" (tibetà: འབྲས་ལྗོངས་སྐད་; Wylie: 'bras ljongs skad, "llengua de la vall d'arròs") Dranjoke, Denjongka, Denzongpeke i Denzongke, pertany a la família de llengües tibètiques del sud. Es parla a Sikkim (Índia) pels buthia, i també en alguns indrets de la província de Mechi (Nepal). El 2001 tenia uns 70.000 parlants (segons l'ethnologue), aproximadament un 10% de la població de Sikkim. L'autònim que utilitzen els sikkimesos per referir-se a la seva llengua és drengzongké, i per referir-se al seu país Drengzong (འབྲས་ལྗོངས་).

## Escriptura
El sikkimès s'escriu en alfabet tibetà, heretat del tibetà clàssic, tot i que la fonologia i el lèxic sikkimès es diferencien notablement del tibetà clàssic. El SIL International defineix en conseqüència el sistema d'escriptura sikkimès com “estil Bodhi”. Segons el SIL, el 68% dels sikkimesos de Bhutia estaven alfabetitzats en l'alfabet tibetà el 2001.

## El sikkimès i els seus veïns
Els parlants de sikkimès poden entendre parcialment el dzongkha, amb una similitud lèxica del 65% entre ambdues llengües. En comparació, el tibetà estàndard, té només un 42% de lèxic similar. El sikkimès també ha estat influenciat fins a cert punt pels idiomes veïns de helambu sherpa i tamang.
A causa de més d'un segle de contacte estret amb parlants del nepalès i de tibetà, molts parlants de sikkimès també fan servir aquests idiomes a la vida diària.

## Fonologia

### Consonants
Les consonants del sikkimès es classifiquen en la taula següent mostra, principalment seguint Yliniemi (2005) i van Driem (1992).
|             |                     | Labials      | Dentals/ Alveolars | Retroflexes   | Alveolo-palatal/ Palatals | Velars       | Glotals |
| ----------- | ------------------- | ------------ | ------------------ | ------------- | ------------------------- | ------------ | ------- |
| Nasals      | sordes              |              | n̥ ན /n/            |               |                           | ŋ̥ ང /ng/     |         |
| Nasals      | sonores             | m མ /m/      | n ན /n/            |               | n~ŋ ཉ /ny/                | ŋ ང /ng/     |         |
| Oclusives   | sordes no aspirades | p པ /p/      | t ཏ /t/            | ʈ ཏྲ /tr/      |                           | k ཀ /k/      | ʔ འ /ʔ/ |
| Oclusives   | sordes aspirades    | pʰ ཕ /ph/    | tʰ ཐ /th/          | ʈʰ ཐྲ /thr/    |                           | kʰ ཁ /kh/    |         |
| Oclusives   | sonores             | b བ /b/      | d ད /d/            | ɖ དྲ /dr/      |                           | ɡ ག /g/      |         |
| Oclusives   | sonores aspirades   | p̀ʱ~b̀ɦ བ /p'/ | t̀ʱ~d̀ɦ ད /t'/       | ʈ̀ʱ~ɖ̀ɦ དྲ /tr'/ |                           | k̀ʱ~g̀ɦ ག /k'/ |         |
| Africades   | sordes no aspirades |              | ts ཙ /ts/          |               | tɕ ཅ /c/                  |              |         |
| Africades   | sordes aspirades    |              | tsʰ ཚ /tsh/        |               | tɕʰ ཆ /ch/                |              |         |
| Africades   | sonores             |              | dz ཛ /dz/          |               | dʑ ཇ /j/                  |              |         |
| Africades   | sonores aspirades   |              |                    |               | tɕ̀ʱ~dʑ̀ɦ ཇ /c'/            |              |         |
| Fricatives  | sordes              |              | s ས /s/            |               | ɕ ཤ /sh/                  |              | h ཧ /h/ |
| Fricatives  | sonores             |              | z ཟ /z/            |               | ʑ ཞ /zh/                  |              |         |
| Líquides    | sordes              |              | l̥ ལ /l/            | r̥ ར /r/       |                           |              |         |
| Líquides    | sonores             |              | l ལ /l/            | r~ɹ~ɾ ར /r/   |                           |              |         |
| Aproximants | Aproximants         | w ཝ /w/      |                    |               | j ཡ /y/                   | w ཝ /w/      |         |

Les consonants sonores aspirades (devoiced) es manifesten amb una lleugera sonoritat aspirada, aspiració i accent tonal baix. Hi ha restes de consonants sonores del tibetà clàssic que han esdevingut sordes. Així mateix, el fonema històric tibetà /ny/ es realitza com un al·lòfon dels fonemes /n/ i /ng/, que han perdut la distinció entre els parlants.

### Vocals
A continuació, es mostra una taula de les vocals del sikkimès, també en gran manera seguint Yliniemi (2005).
|                  | Anteriors     | Anteriors  | Centrals      | Posteriors |
|                  | no arrodonida | arrodonida | no arrodonida | arrodonida |
| ---------------- | ------------- | ---------- | ------------- | ---------- |
| Tancada          | i ི /i/        | y ུ /u/     |               | u ུ /u/     |
| Obertura mitjana | e ེ /e/        | ø ོ /o/     |               | o ོ /o/     |
| Oberta           | ɛ ེ /e/        |            | ɐ /a/         |            |

A l'alfabet tibetà, que és un abugida, no es marca la vocal inherent /a/. A la taula anterior, en cursiva [ɛ] /e/ és un al·lòfon de [e] /e/, limitat a aparèixer després de [dʑ] /j/ en síl·labes tancades.